# Karloman (son till Karl Martell)

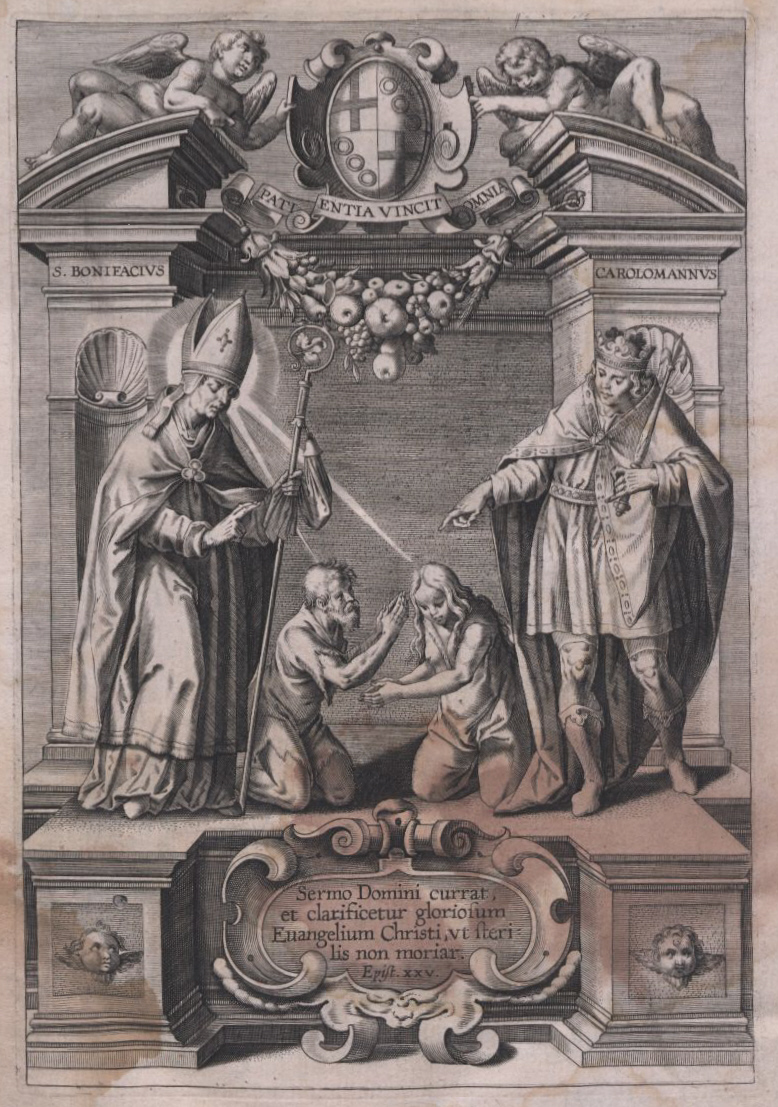
Karloman (son till Karl Martell)

Karloman d.ä., född före 716, död 754, var son till Karl Martell och efter faderns död Maior domus av Austrasien, Alemannien och Thüringen från 741 till 747, då han gick i kloster i Monte Cassino. Hans bror, Pippin den lille, tog över Karlomans del av Frankerriket.